# Василево (Гагаринский район)
Василево — деревня в Гагаринском районе Смоленской области России. Входит в состав Никольского сельского поселения. Население — 40 жителей (2007).
Расположена в северо-восточной части области в 5 км к юго-востоку от Гагарина, в 1,5 км севернее автодороги М1 «Беларусь», на берегу реки Алешни. В 2,5 км северо-восточнее деревни расположена железнодорожная станция Колесники на линии Москва — Минск.

## История
В годы Великой Отечественной войны деревня была оккупирована гитлеровскими войсками в октябре 1941 года, освобождена в марте 1943 года.